# Dositeo (figlio di Drimilo)
Dositeo (in greco antico: Δωσίθεος?, Dosítheos; fl. III secolo a.C.) è stato un funzionario, militare e sacerdote egizio di origini ebraiche, vissuto nel III secolo a.C.

## Biografia
Dositeo era figlio di Drimilo detto il Siro, un mercante ebreo proveniente dalla Palestina, ed era dunque di origine ebraica, ma in seguito rinunciò alla fede dei suoi antenati per poter accedere alle cariche statali. Gli affari del padre permisero a Dositeo una buona educazione, grazie alla quale entrò nella corte di Alessandria sotto il regno di Tolomeo III Evergete e nel marzo del 240 a.C. lo troviamo nella funzione di scriba dei documenti ufficiali (ύπομνηματογραφος, ýpomnematographos); tra il 225 e il 224 a.C. accompagnò inoltre il re in una visita a Fayyum. Nel 223/222 a.C. fu nominato sacerdote eponimo di Alessandro, una delle più alte cariche riservate ai funzionari del regno tolemaico. Dopo la morte di Tolomeo III e l'ascesa del figlio Tolomeo IV Filopatore, partecipò alla quarta guerra siriaca, durante la quale salvò la vita al giovane re.